# 得格·巴哈都爾

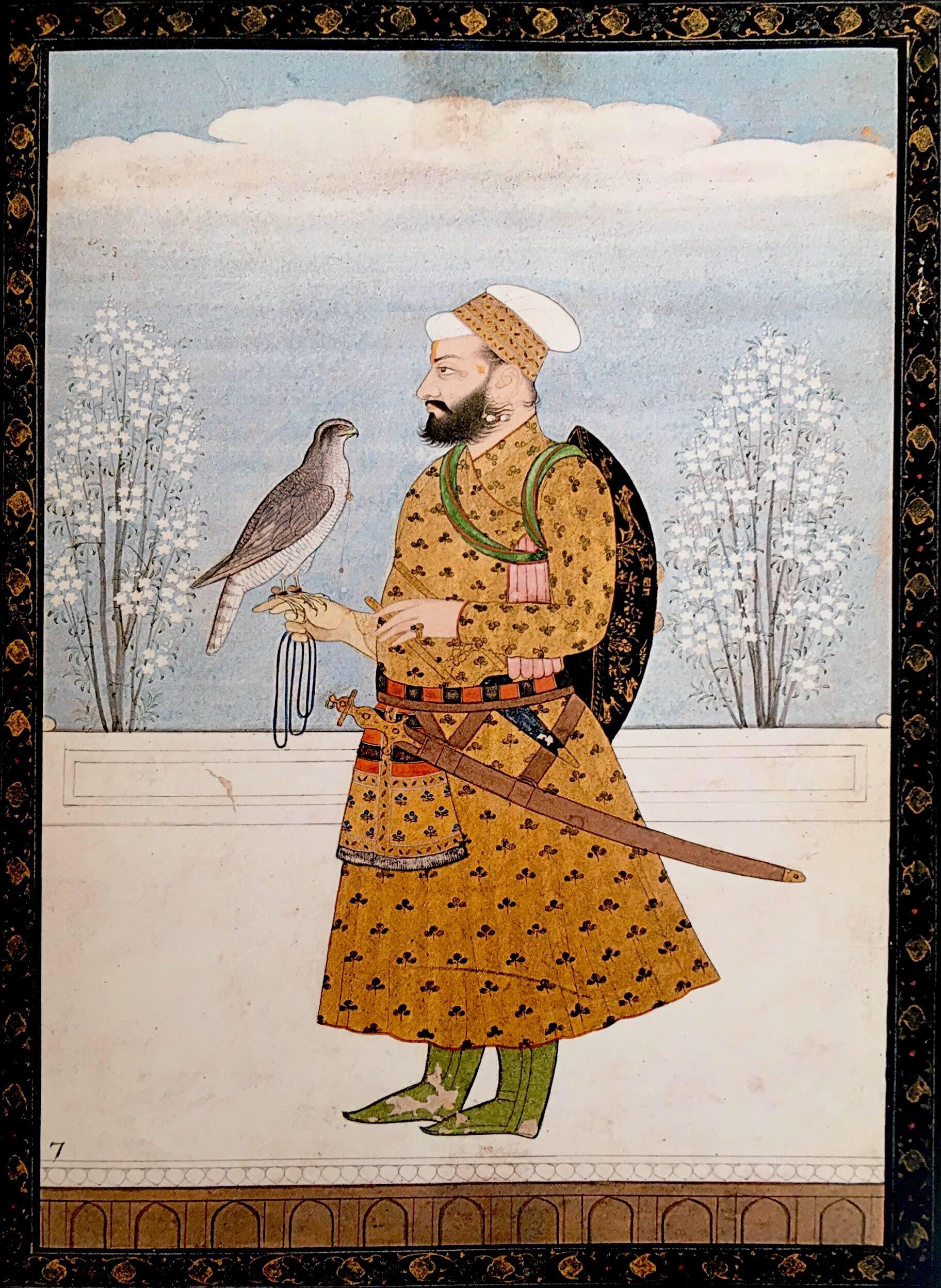
得格·巴哈都尔

得格·巴哈都爾（1621年4月1日—1675年11月11日），自1665年3月20日起成錫克教第九代祖師。他在德里被蒙兀兒帝國皇帝奧朗則布處死。